# 岩谷郵便局
岩谷郵便局（いわやゆうびんきょく）は秋田県由利本荘市にある郵便局。
郵便区番号「018-07」及び「018-08」の配達を受け持つ。

## 概要
住所：〒018-0799 秋田県由利本荘市岩谷町大宮田282

## 郵便区内の無集配郵便局
- 新沢郵便局：〒018-0842　秋田県由利本荘市新沢小坂97-2

## 沿革
- 1919年（大正8年）4月16日 - 由利郡岩谷村（本荘郵便局の集配区内）に三等郵便局として開局、集配は取扱わず[2]。
- 1924年（大正13年）12月6日 - 集配事務開始[3]。
- 1927年（昭和2年）11月26日 - 電信及び電話通話事務開始[4]。
- 1929年（昭和4年）10月11日 - 特設電話加入申請受理開始[5]。
- 1930年（昭和5年）1月16日 - 電話交換業務開始、併せて託送電報も取扱う[6]。
- 1949年（昭和24年）3月21日 - 郵便区内に北内越郵便局（無集配）開局[7]。
- 1956年（昭和31年）
  - 9月30日 - 岩谷村が合併し、大内村の郵便局となる。
  - 11月1日 - 北内越郵便局にて電話通話及び和文電報受付事務開始[8]。
- 1960年（昭和35年）12月5日 - 新局舎にて業務開始[9]。
- 1970年（昭和45年）4月1日 - 町制施行により大内町の郵便局となる。
- 1976年（昭和51年）4月27日 - 電話交換及び和文電報配達廃止、岩谷電報電話局に移管[10]。
- 1995年（平成7年）5月1日 - 新局舎にて業務開始[11]。
- 2003年（平成15年）3月3日 - 新沢郵便局の集配業務を継承[12]。
- 2005年（平成17年）3月22日 - 大内町が合併し、由利本荘市の郵便局となる[13]。

## 周辺
- 由利本荘市大内総合支所